# Saint-Sylvain (Calvados)
Saint-Sylvain és un municipi francès situat al departament de Calvados i a la regió de Normandia. L'any 2007 tenia 1.204 habitants.

## Demografia

### Població
El 2007 la població de fet de Saint-Sylvain era de 1.204 persones. Hi havia 436 famílies de les quals 105 eren unipersonals (32 homes vivint sols i 73 dones vivint soles), 133 parelles sense fills, 186 parelles amb fills i 12 famílies monoparentals amb fills.
La població ha evolucionat segons el següent gràfic:
Habitants censats

### Habitatges
El 2007 hi havia 472 habitatges, 451 eren l'habitatge principal de la família, 3 eren segones residències i 18 estaven desocupats. 441 eren cases i 31 eren apartaments. Dels 451 habitatges principals, 332 estaven ocupats pels seus propietaris, 112 estaven llogats i ocupats pels llogaters i 7 estaven cedits a títol gratuït; 2 tenien una cambra, 23 en tenien dues, 44 en tenien tres, 110 en tenien quatre i 272 en tenien cinc o més. 351 habitatges disposaven pel capbaix d'una plaça de pàrquing. A 177 habitatges hi havia un automòbil i a 237 n'hi havia dos o més.

### Piràmide de població
La piràmide de població per edats i sexe el 2009 era:
| Homes | Edats   | Dones |
| ----- | ------- | ----- |
| 0     | 95 o +  | 0     |
| 0     | 90 a 94 | 0     |
| 0     | 85 a 89 | 4     |
| 8     | 80 a 84 | 8     |
| 12    | 75 a 79 | 12    |
| 16    | 70 a 74 | 16    |
| 24    | 65 a 69 | 16    |
| 12    | 60 a 64 | 20    |
| 28    | 55 a 59 | 12    |
| 28    | 50 a 54 | 40    |
| 52    | 45 a 49 | 60    |
| 44    | 40 a 44 | 32    |
| 24    | 35 a 39 | 28    |
| 40    | 30 a 34 | 52    |
| 24    | 25 a 29 | 36    |
| 32    | 20 a 24 | 28    |
| 12    | 15 a 19 | 36    |
| 56    | 10 a 14 | 32    |
| 28    | 5 a 9   | 44    |
| 36    | 0 a 4   | 28    |

## Economia
El 2007 la població en edat de treballar era de 762 persones, 582 eren actives i 180 eren inactives. De les 582 persones actives 528 estaven ocupades (272 homes i 256 dones) i 54 estaven aturades (29 homes i 25 dones). De les 180 persones inactives 85 estaven jubilades, 52 estaven estudiant i 43 estaven classificades com a «altres inactius».

### Ingressos
El 2009 a Saint-Sylvain hi havia 448 unitats fiscals que integraven 1.201 persones, la mediana anual d'ingressos fiscals per persona era de 17.681 €.

### Activitats econòmiques
Dels 33 establiments que hi havia el 2007, 1 era d'una empresa extractiva, 1 d'una empresa alimentària, 1 d'una empresa de fabricació d'elements pel transport, 8 d'empreses de construcció, 9 d'empreses de comerç i reparació d'automòbils, 1 d'una empresa de transport, 2 d'empreses d'hostatgeria i restauració, 1 d'una empresa immobiliària, 4 d'empreses de serveis, 4 d'entitats de l'administració pública i 1 d'una empresa classificada com a «altres activitats de serveis».
Dels 9 establiments de servei als particulars que hi havia el 2009, 1 era una oficina de correu, 1 taller de reparació d'automòbils i de material agrícola, 1 paleta, 3 fusteries, 1 lampisteria, 1 electricista i 1 perruqueria.
Dels 4 establiments comercials que hi havia el 2009, 1 era una gran superfície de material de bricolatge, 1 una botiga de menys de 120 m², 1 un drogueria i 1 una joieria.
L'any 2000 a Saint-Sylvain hi havia 20 explotacions agrícoles que ocupaven un total de 1.162 hectàrees.

## Equipaments sanitaris i escolars
L'únic equipament sanitari que hi havia el 2009 era una farmàcia.
El 2009 hi havia una escola elemental.

## Poblacions més properes
El següent diagrama mostra les poblacions més properes.